# Dragon Zakura (phim)
Dragon Zakura là một bộ phim truyền hình Nhật Bản được làm dựa trên bộ truyện tranh cùng tên của tác giả Mita Norifusa, sản xuất và trình chiếu năm 2005

## Diễn viên

### Học sinh lớp đặc biệt
- Tomohisa Yamashita - Yūsuke Yajima
- Masami Nagasawa - Naomi Mizuno
- Teppei Koike - Hideki Ogata
- Yui Aragaki - Yoshino Kōsaka
- Akiyoshi Nakao - Ichirō Okuno
- Saeko - Maki Kobayashi

## Giáo viên
- Hiroshi Abe - Kenji Sakuragi
- Kyōko Hasegawa - Mamako Ino
- Yōko Nogiwa - Yuriko Tatsuno
- Yōsuke Saitō - Tokihisa Kondō
- David Ito - Masanao Ochiai
- Tōru Shinagawa - Tetsunosuke Yanagi
- Minori Terada - Ryūzaburō Akutayama
- Susumu Kobayashi - Shutaro Ain
- Akio Kaneda - Hiroshi Kawaguchi
- Shin Yazawa - Nozomi Yamamoto